# Carlos Ospina
Carlos Ospina (Nechí, Antioquia, 10 de septiembre de 1982) es un ciclista colombiano.

## Trayectoria
Debutó como profesional en 2011 en el equipo Gobernación de Antioquia-Indeportes Antioquia.
En 2010 se consagró campeón de Colombia contrarreloj y en 2011 fue 2.º en el campeonato de ruta. 
Repitió el logro de campeón de Colombia contrarreloj en el año 2013.

## Palmarés
2010
- Campeonato de Colombia Contrarreloj

2011
- 2.º en el Campeonato de Colombia en Ruta

2012
- Clásica de Marinilla
- Vuelta Higuito

2013
- Campeonato de Colombia Contrarreloj